# Władimir Weliczkow
Władimir Weliczkow (bułg. Владимир Величков; ur. 24 czerwca 1955 w Ichtimanie) – bułgarski biathlonista, olimpijczyk.

## Kariera
W Pucharze Świata dwa razy stawał na podium: 27 marca 1980 roku w Murmańsku był drugi w biegu indywidualnym, a dzień później zajął trzecie miejsce w sprincie. W pierwszym przypadku rozdzielił na podium dwóch reprezentantów NRD: Franka Ullricha i Eberharda Röscha, a w drugim wyprzedzili go Rösch i Władimir Alikin z ZSRR. W klasyfikacji generalnej sezonu 1979/1980 zajął ostatecznie 10. miejsce. Najlepsze wyniki osiągnął jednak w sezonie 1981/1982, który ukończył na dziewiątej pozycji.
W 1980 roku wystąpił na igrzyskach olimpijskich w Lake Placid, jednak plasował się poza czołową trzydziestką. Na rozgrywanych cztery lata później igrzyskach w Sarajewie był trzynasty w biegu indywidualnym oraz czternasty w sprincie. Wystąpił także podczas igrzysk olimpijskich w Calgary w 1988 roku, gdzie zajął 21. miejsce biegu indywidualnym, 38. miejsce w sprincie oraz ósme w sztafecie. Był też między innymi piąty w sprincie podczas mistrzostw świata w Mińsku w 1982 roku i mistrzostw świata w Ruhpolding w 1985 roku oraz siódmy w tej konkurencji na mistrzostwach świata w Lake Placid dwa lata później.

## Osiągnięcia

### Igrzyska olimpijskie
| Rok  | Miejscowość | Konkurencje | Konkurencje | Konkurencje | Konkurencje | Konkurencje | Konkurencje | Konkurencje |
| Rok  | Miejscowość | IN          | SP          | PU          | MS          | RL          | MR          | SR          |
| ---- | ----------- | ----------- | ----------- | ----------- | ----------- | ----------- | ----------- | ----------- |
| 1980 | Lake Placid | 43.         | 34.         | nd.         | nd.         | –           | nd.         | –           |
| 1984 | Sarajewo    | 13.         | 14.         | nd.         | nd.         | –           | nd.         | –           |
| 1988 | Calgary     | 21.         | 38.         | nd.         | nd.         | 8.          | nd.         | –           |

### Mistrzostwa świata
| Rok  | Miejscowość | Konkurencje | Konkurencje | Konkurencje | Konkurencje | Konkurencje | Konkurencje | Konkurencje |
| Rok  | Miejscowość | IN          | SP          | PU          | MS          | RL          | MR          | SR          |
| ---- | ----------- | ----------- | ----------- | ----------- | ----------- | ----------- | ----------- | ----------- |
| 1982 | Mińsk       | 18.         | 5.          | nd.         | nd.         | –           | nd.         | –           |
| 1983 | Anterselva  | 15.         | 12.         | nd.         | nd.         | –           | nd.         | –           |
| 1985 | Ruhpolding  | 33.         | 5.          | nd.         | nd.         | –           | nd.         | –           |
| 1986 | Oslo        | 29.         | 19.         | nd.         | nd.         | 11.         | nd.         | –           |
| 1987 | Lake Placid | 33.         | 7.          | nd.         | nd.         | –           | nd.         | –           |
| 1989 | Feistritz   | 45.         | 35.         | nd.         | nd.         | 10.         | nd.         | –           |
| 1990 | Mińsk       | 55.         | –           | nd.         | nd.         | –           | nd.         | –           |

### Puchar Świata

#### Miejsca w klasyfikacji generalnej
| Sezon     | Miejsce |
| --------- | ------- |
| 1979/1980 | 10.     |
| 1980/1981 | ?       |
| 1981/1982 | 9.      |
| 1982/1983 | 25.     |
| 1983/1984 | 23.     |
| 1984/1985 | 13.     |
| 1985/1986 | ?       |
| 1986/1987 | 18.     |
| 1987/1988 | ?       |
| 1988/1989 | ?       |
| 1989/1990 | ?       |

#### Miejsca na podium chronologicznie
| Lp. | Dzień    | Rok  | Miejscowość | Konkurencja                | Lokata | Pudła | Czas biegu | Strata | Zwycięzca      |
| --- | -------- | ---- | ----------- | -------------------------- | ------ | ----- | ---------- | ------ | -------------- |
| 1.  | 27 marca | 1980 | Murmańsk    | Bieg indywidualny na 20 km | 2.     | ?     | ?          | ?      | Frank Ullrich  |
| 2.  | 28 marca | 1980 | Murmańsk    | Sprint na 10 km            | 3.     | ?     | ?          | ?      | Eberhard Rösch |